# Pomatoschistus canestrinii
Pomatoschistus canestrinii es una especie de peces de la familia de los Gobiidae en el orden de los Perciformes.

## Morfología
Los machos pueden llegar a alcanzar los 5,5 cm de longitud total.

## Distribución geográfica
Se encuentra en el Mar Adriático (desde el delta del río Po - Italia - hasta el río Neretva - Croacia -). Ha sido introducido en el Lago Trasimeno (Italia central).

## Observaciones
Es inofensivo para los humanos.